# Експлоатација злата у Србији
Експлоатација злата у Србији је једнако активна као и потрага за сребром, оловом и цинком, а вредност лежишта на подручју источне Србије премашује 50 милијарди долара. Србија се налази на 62. месту у свету по количини ископаног злата.

## Приказ
Злато је данас све више цењено и његова цена расте на берзама широм света. Потрага за златом је једно од најизазовнијих истраживања у геологији, а данас изазива све веће интересовање широм света. Делатност копања злата повећава се из године у годину, а сматра се да највеће залихе злата на целом свету има Јужна Африка. Што се Европе тиче, када је у питању количина ископаног злата, у томе предњаче Русија и Шпанија. У последње време откривају се и велика налазишта злата у Шведској и Финској.

## Злато у Србији
Према последњој анализи Светског савета за злато, Србија је са 17 тона златних полуга, што чини близу пет одсто укупних девизних резерви, водећа земља у региону по количинама тог племенитог метала. Србија је и водећа земља у региону по количинама злата које је депоновано у трезорима Народне банке. Постоји око 20 поља на којима се примарно истражује злато и још преко 30 поља на којима се злато истражује уз неке друге метале. 
Србија има 250 експлоатационих поља на којима се изводе рударске активности и 100 истражних поља на којима раде неке од највећих рударских компанија из света. Те стране компаније у геолошка истраживања улажу од 10 до 100 милиона долара годишње.
 Налазишта 
Према најновијим географским истраживањима, највећа налазишта злата код нас се налазе на истоку наше земље, односно у околини Зајечара, Бора, Мајданпека и Неготина. Сматра се да у источној Србији има око 130 тона злата и њихова вредност премашује 50 милијарди долара. Већа налазишта у Србији налазе се још у близини Медвеђе и Рашке. Познато је да има доста рудника на Косову и Метохији, где се налазе и главни центри рударства. Највише пажње привлаче налазишта „Чукару Пеки“ код Бора, Борска река, област у долини Пека, подручје планине Црни врх, као и околине зајечарских села Николичево и Краљевица.

## Стране компаније
Некада Саси, а данас Британци, Канађани и Кинези. Осим наших домаћих компанија, најчешће Рударско – топионичарски басен Бор и Фармаком из Шапца, у тим kрајевима се и многе светске компаније баве тражењем злата. Вишедеценијско запостављање рударства у Србији и гашење највећег броја некад успешних произвођача довело је до системског мањка плана и извора за финансирање, истраживања и експлоатације рудног богатства Србије, што су искористиле стране компаније. Истовремено, за истраживање рудног богатства потребне су велике инвестиције, па је и из тог разлога отворен пут странцима. Мултинационалне компаније из ове области веома брзо су исказале велико интересовање, а највише заинтересованих било је из Канаде и Америке. Американци и Канађани су највећи експлоратори рудника у околини Бора, где су избушили чак око 42км бушотина. Сматра се да се у овом налазишту налази богатство вредно готово 18 милијарди долара.

### „Лајф стоун капитал“
Колико је злато занимљиво страним инвеститорима показује и податак да је компанија „Лајф стоун капитал“ (Life Stone Capital) из Дубаија узела у закуп рудник Леце, код Медвеђе, у коме је у току једне године ископано злата у вредности од 50 милиона евра. Рудник Леце припада општини Медвеђа и највећи је европски рудник злата.

### „Фрипорт Мекморан“
Америчка компанија „Фрипорт Мекморан“ (Freeport – McMoRan), је у околини Бора открила једно од највећих и најбогатијих налазишта злата и бакра на целом свету. Компанија је објавила да је у околини Бора пронашла чак 98 тоне злата. Још нека истраживања су показала да је у протеклих 100 година у околини Бора пронађено око 160 тона злата. До сада је у свету најпознатије било налазиште у Америци, рудник Холстер (Hollster), где се могло извући у просеку 27.20 грама залта по једној тони руде. Када то упоредимо са количином злата коју добијамо у Бору, онда видимо зашто је Бор постао толико популарно налазиште. Према статистичким подацима, у околини Бора се извлачи чак 50.3 грама злата по руди, што је скоро дупло више него у Америци. Американци су до ових фантастичних резултата дошли копајући на дубинама између 558 и 559 метара дубине. Резултати који се добијају истраживањем злата у околини Бора су веома важно откриће које би могло да унапреди рударску индустрију у Србији. Американци у ископавању налазишта у околини Бора годишње улажу чак 15 – 20 милиона евра.

### „Медголд Рисорсис“
Канадска истраживачка фирма „Медголд Рисорсис“ (Medgold Resources), има две лиценце за истраживање, у Доњем Тиамину и Сурлици Дукату, који се налазе у непосредној близини границе са Бугарском и Северном Македонијом, у близини Босилеграда на југоистоку Србије. Део су стратешког партнерства са фирмом Фортуна Силвер Мајнс (Fortuna Silver Mines) и они су на само једној локацији у оквиру пројекта Тиамино пронашли око 7 милиона тона руде, односно 19.3 тоне злата, вредних нешто више од милијарду долара. Садржај злата на том месту износи око три грама по тони. Намеравају да своје активности прошире и на друге делове Србије.

### „Авала Рисорсис“
Канадска компанија „Авала Рисорсис“ (Avala Resourses) је у истражном пољу Јасикову, на Црном Врху у околини Жагубице пронашла значајне резерве злата. Анализирајући садржај једне бушотине утврдили су средњи садржај злата од чак 8.1 грама по тони. Трагови злата појављују се у опсегу дужине 20 и ширине 8 километара. После тог открића, недалеко од прве бушотине, на дубини од 256 метара пронађен је средњи садржај од 22.4 грама злата по тони. Лежишта са 2 грама злата по тони сматрају се економски исплативим, под условом да тај садржај прате и одговарајуће количине руде. Истраживања канадске компаније имају сву подршку Браничевског управног округа.

### „Зиђин“
Кинеска рударска компанија је „Зиђин“ (Zijin Mining), је купила од америчке компаније Фрипорт Мекморан доњу зону налазишта резерви бакра и злата „Чукару Пеки“ код Бора за 390 милиона долара, чиме ће постати једини власник тог налазишта. Зиђин је један од највећих произвођача злата, а други по производњи бакарне руде, који је 2018. године, преузео локалног произвођача бакра Рудаско – топионичарски басен (РТБ) Бор. Ова компанија је започела и израду главног рударског пројекта експлоатације подземног лежишта Борска река. То је једна од преко 200 локација у Србији на којој се експлоатишу вредна рудна богатства. Процењује се да овај локалитет у себи крије резезве од око 130 тона злата. Зиђин је такође купио канадску компанију "Невсун" (Nevsun Resources), која је била водећа компанија за испитивање налазишта бакра и злата у Чукару Пеки. Куповином Невсуна Кинези су постали стопроцентни власници права на истраживање бакра на налазишту Чукару Пеки – Горња зона, и власници 60.4 одсто права на истраживање Чукару Пеки – Доња зона. Чукару Пеки – Доња зона је заједнички подухват са Фрипорт Мекморан, који тренутно поседује 39.6 одсто права на истраживање.

### „JCXKS” и „Ракита“
И Кинеска компанија „JCXKS” је потписала уговор са компанијом „Ракита“ (Rakita Exploration) у власништву кинеске компаније Зиђин, којим је дефинисана градња рударског постројења за истраживање и експлоатацију рудника злата на локалитету Чукару Пеки код Бора. Наводе да је овај уговор вредан 33,5 милиона евра.

## Кратак осврт
Према званичној статистици о производњи племенитих метала која се у Бору води од 1938. године до данас је у РТБ-у произведено око 160 тона злата. О томе колико је Србија богата златом, сведоче и стране и домаће компаније које се боре да што више новца уложе у налазишта злата. Србија има и ресурсе секундарног економског значаја који су нижег потенцијала и њима припадају молибден, антимон, никл, калај, уран, боксит, гвожђе, манган, волфрам и део ретких елемената. Минерални ресурси терцијарног економског значаја у основи нису у довољној мери истражени, а ту су сврстани жива, арсен, платинска група елемената, азбест, графит, фосфати, креда, талк, 
кварц и сепиолитске глине.